# Ivanivka (huyện)
Huyện Ivanivka (tiếng Ukraina: Іванівський район, chuyển tự: Ivanivkas’kyi raion) là một huyện của tỉnh Odessa thuộc Ukraina. Huyện Ivanivka có diện tích 1162 km², dân số theo điều tra dân số ngày 5 tháng 12 năm 2001 là 29184 người với mật độ 25 người/km2. Trung tâm huyện nằm ở Ivanivka.